# Коллеж

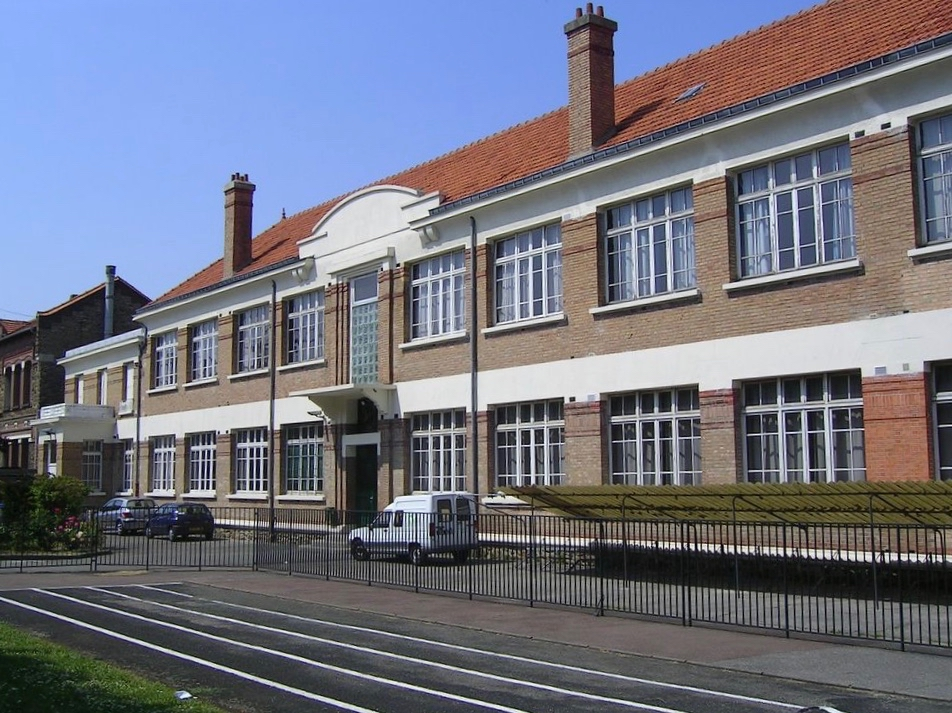
Коллеж имени Анатоля Франса в Павийон-су-Буа, восточном пригороде Парижа

Колле́ж (фр. collège) — среднее общеобразовательное заведение во Франции и некоторых странах французской культуры (Бельгия, Швейцария, Квебек в Канаде).

## История
Слово «коллеж» восходит к латинскому слову collegium, «коллегия» (в свою очередь, «колледж» — средневековое заимствование этого же слова из французского языка в английский). Это название исторически применяется к некоторым учреждениям, не являющимся средней школой (например, Коллеж де Франс). До революции 1789 года Парижский университет делился на коллежи, например, Наваррский коллеж, а также существовали «полные» (дававшие образование, близкое к университетскому) и «малые» коллежи, всего их было порядка 300. Революция заменила коллежи «центральными школами» и конфисковала их собственность.
При Консульстве (1802) были восстановлены «коллежи» или «средние школы», при Реставрации различались государственные («королевские») и «муниципальные» средние коллежи. В XIX—XX веках многие коллежи теоретически приравнивались к лицеям, их выпускники получали бакалавриат, но другие, как и сейчас, готовили учеников к лицею. С 1865 года наряду с традиционным классическим образованием созданы средние специальные («современные») коллежи (аналог реального училища в русской и немецкой системе), с 1880 года коллежи для девочек (с 1924 женские коллежи официально приравнены к средним специальным).
В 1910—1930-е усиливается тенденция сближения коллежей с подготовительными классами лицеев и создания «сдвоенных» учебных заведений. Современная система коллежей «вторичного обучения» введена в конце 1950-х — начале 1960-х гг. До 1977 года существовали также «коллежи общего обучения» с пятилетним циклом, в настоящее время, по закону Аби от 11 июля 1975 г., существует единый бесплатный коллеж для всех учащихся.

## Терминология
В современной Франции школьники учатся в коллеже четыре года, примерно между 11 и 15 годами. Нумерация классов, в отличие от немецкой или русской системы, идёт по убывающей (из «шестого класса» ученик переходит в «пятый»).
Школьник, посещающий коллеж, называется collégien (мальчик) или collégienne (девочка). Учителя называются professeurs.
Школьник поступает в «шестой» класс коллежа без вступительных экзаменов сразу после начальной школы (т. н. «средний курс второго года», cours moyen deuxième année). Однако среди школьников шестого класса проводятся различные тесты с целью оценить их уровень.

## Программа
Школьная неделя состоит примерно из 26 академических часов и 3-4 часов занятий физкультурой. Больше всего часов получают французский язык и литература (4-5 часов в неделю), 4 часа — математика, остальные предметы от часа до 3 с половиной.
Программа разработана Министерством национального образования Франции и применяется ко всем коллежам в государстве, а также к учреждениям Агентства по французскому образованию за границей. «Академии» и частные школы могут незначительно изменять программу. В соответствии с установками правительства учителя составляют планы курса и подбирают учебники.

## Устройство обучения
Каждый предмет преподаётся отдельным учителем, большинство учителей ведёт у разных возрастных групп. Ученики коллежа занимаются в одних и тех же группах на всех занятиях (за исключением факультативов). Считается, что в одной группе должны заниматься ученики разного уровня, разделение по способностям на «сильные» и «слабые» классы является весьма редким.
В классе обычно от 20 до 35 школьников. В каждом классе имеется «главный учитель» (professeur principal) — аналог классного руководителя, обеспечивающий связь между администрацией и учениками. В начале каждого учебного года школьники избирают в каждом классе двух «делегатов» (délégués) и двух заместителей (suppléants). Они представляют учащихся в совете класса, который собирается трижды в год. На заседаниях совета, куда входят также учителя и администраторы, обсуждается уровень каждого школьника, вопросы школьной дисциплины и т. п. Совет класса ставит ученикам в их личный табель (bulletin de note) похвальные или критические замечания.
Целью коллежа является подготовка к обучению в лицее. В конце «третьего класса» школьники сдают экзамены на особый диплом — le diplôme national du Brevet, хотя для поступления в лицей он не требуется и его не гарантирует.
Во время последнего «совета класса», обычно в июне, учителя и администраторы решают, переводить ли того или иного школьника в следующий класс, оценивая его успеваемость, прилежание и поведение. Возможны три результата:
1. ученик переводится в следующий класс;
2. ученик остаётся на второй год (redoublement);
3. ему может быть предложено перевестись не в следующий класс, а через один (редко).

Второгодник может подать апелляцию в специальный «апелляционный совет», решение которого является окончательным.